# Chân trời vũ trụ học
Chân trời vũ trụ học là ranh giới tới hạn trong vũ trụ mà sau nó, về nguyên tắc thì không có bất cứ một thiên thể nào có thể quan sát được, do vận tốc có giới hạn của ánh sáng và sự giãn nở vũ trụ từ điểm kỳ dị ban đầu.
Chân trời vũ trụ nằm ở khoảng cách, mà từ đó ánh sáng cần một khoảng thời gian để đến được người quan sát đúng bằng tuổi của vũ trụ, ứng với thời gian từ lúc vũ trụ bắt đầu giãn nở. Khi đó chuyển dịch đỏ z của vật thể có giá trị vô cùng lớn.
{\displaystyle {\frac {4}{3}}\pi {S_{\textrm {horizon}}}^{3}=9\times 10^{30}\ {\textrm {ly}}^{3}}